# Spilarctia luteum
Spilarctia luteum là một loài bướm đêm thuộc phân họ Arctiinae, họ Erebidae.

## Hình ảnh

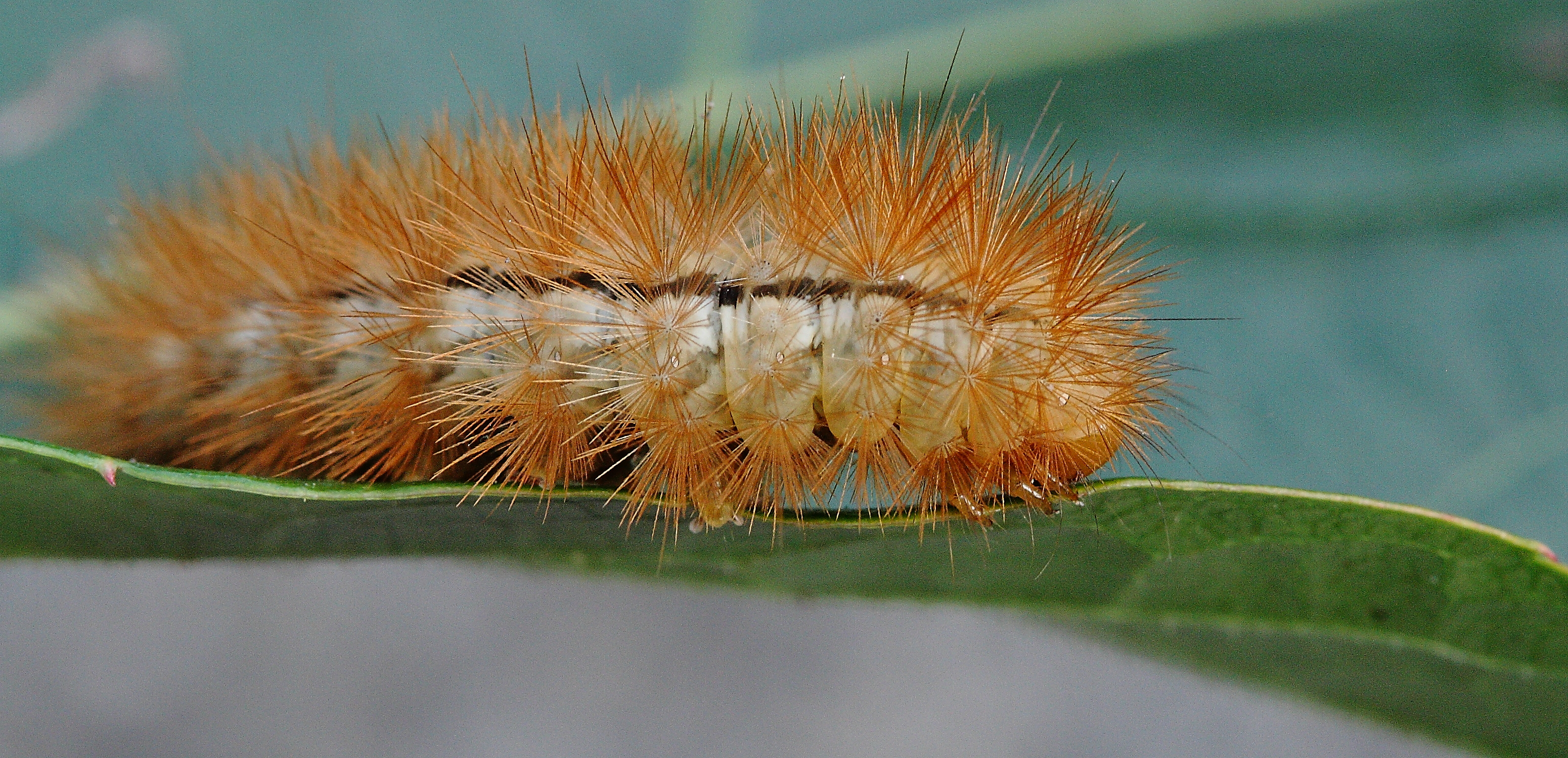
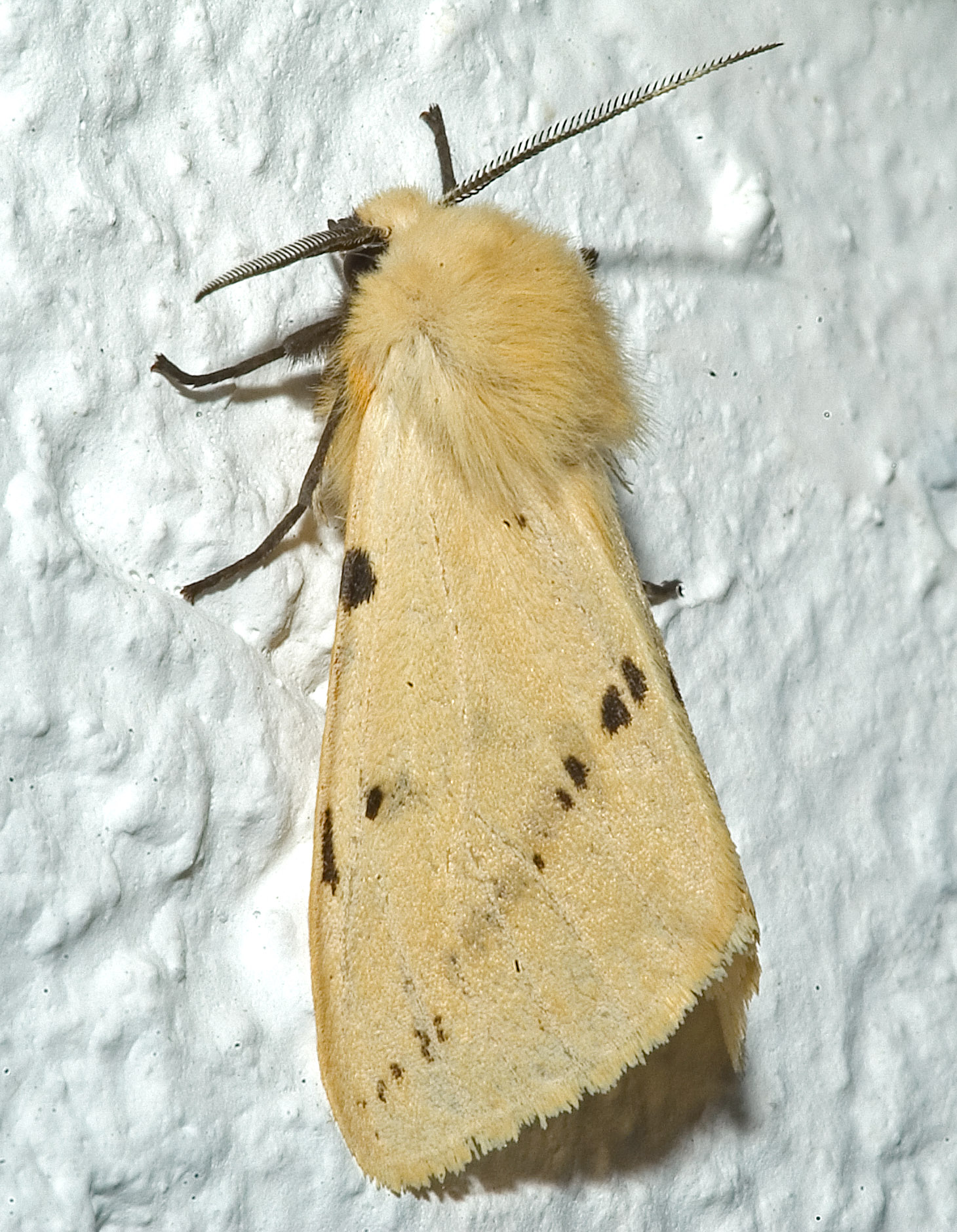
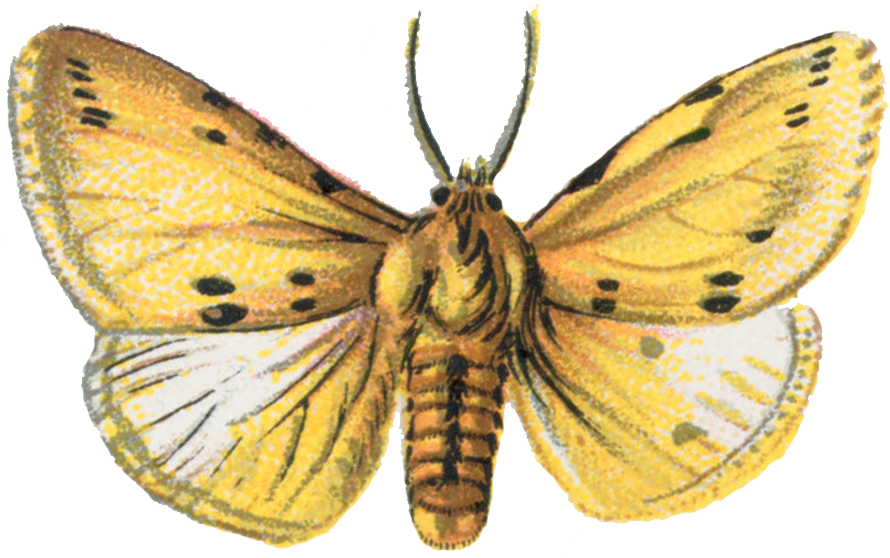
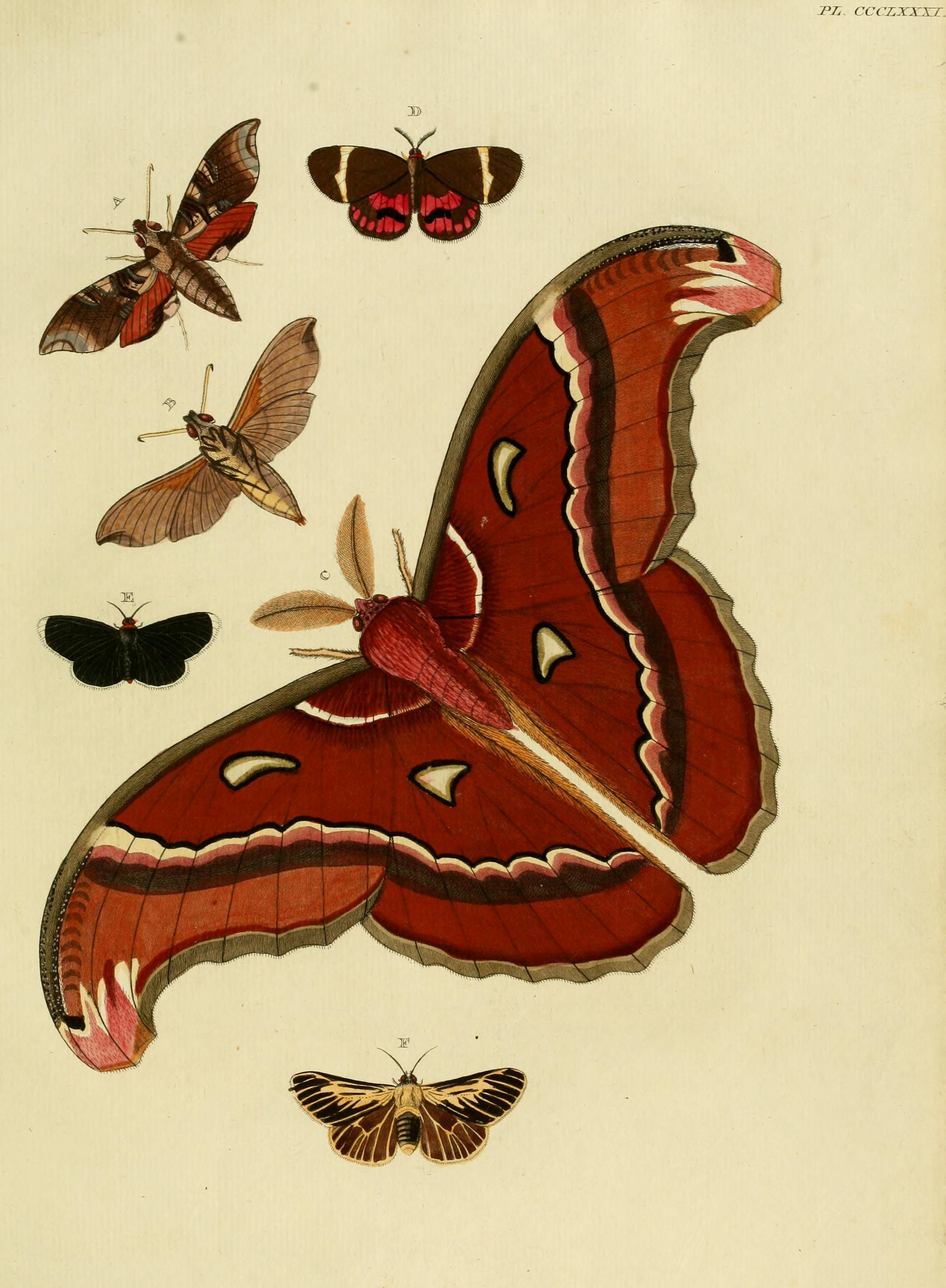
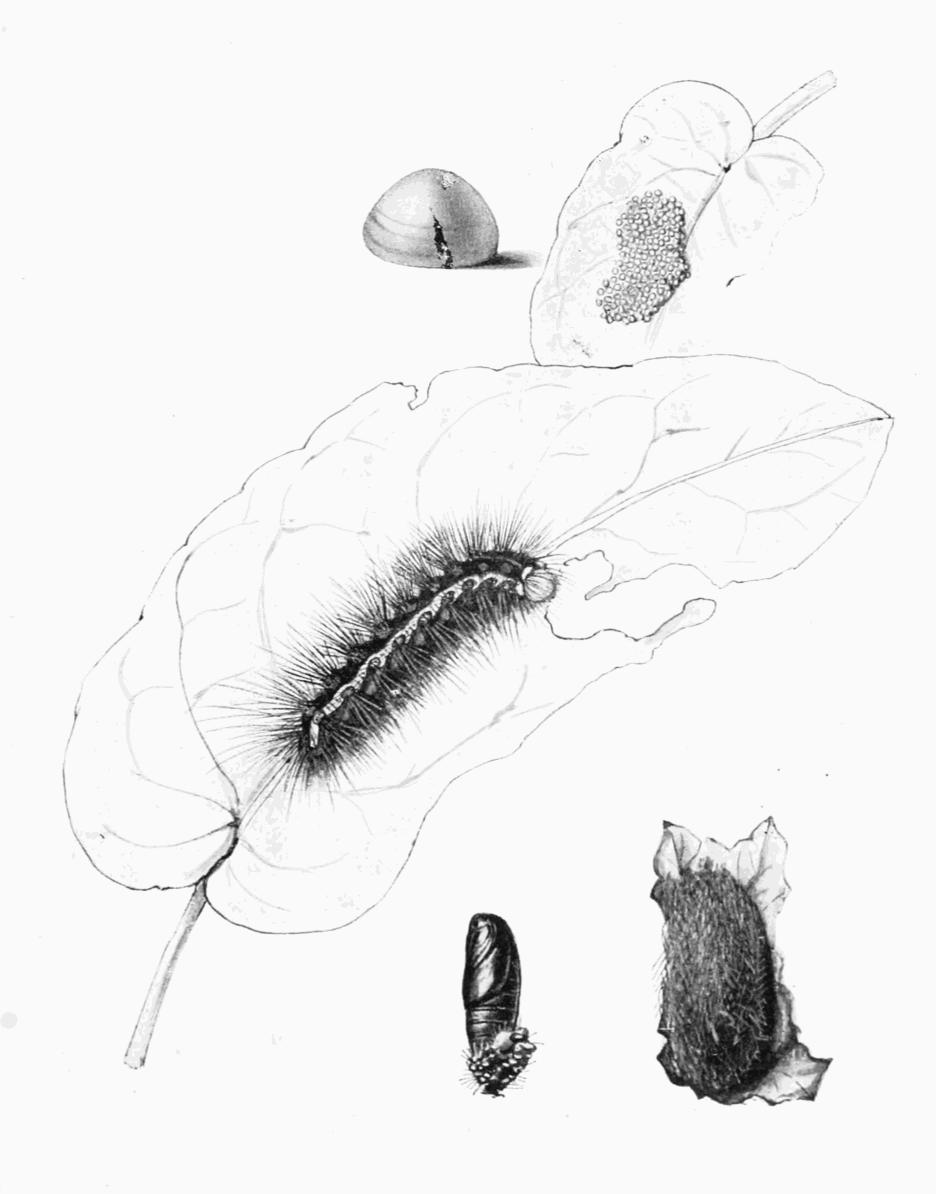
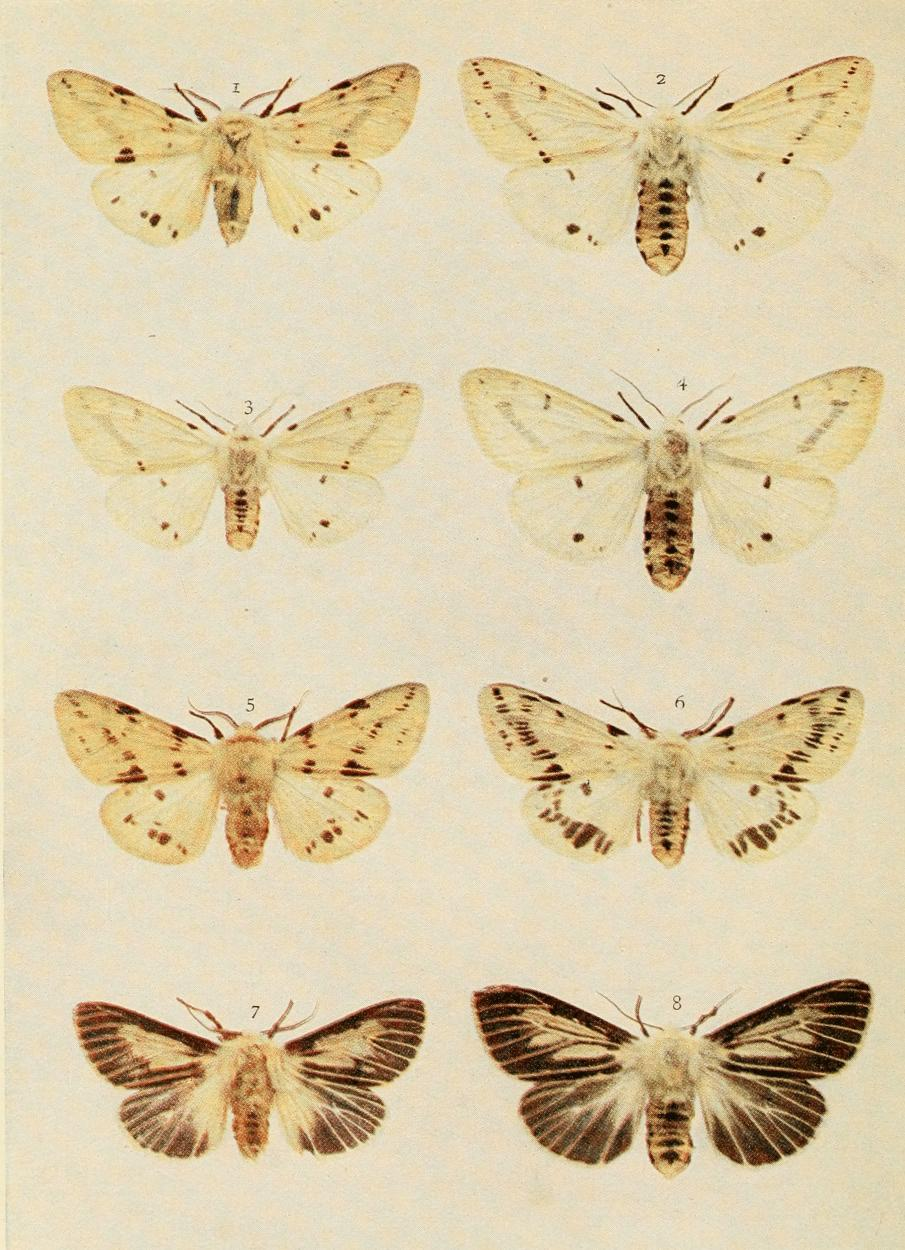